# Vincas Kudirka
Vincas Kudirka (Paezeriai, 31 dicembre 1858 – Kudirkos Naumiestis, 16 novembre 1899) è stato un poeta lituano, autore dell'inno nazionale Tautiška Giesmė (La canzone nazionale).

## Biografia
Figlio di contadini, dopo gli studi superiori si trasferì a Varsavia per frequentare l'università, nel 1881. Inizialmente seguì i corsi di storia e filosofia, poi nel 1882 si trasferì a medicina. Durante gli studi universitari Kudirka visse un periodo travagliato: venne arrestato con accuse di sovversione per aver copiato una traduzione de Il Capitale, fu espulso dall'università e poi reintegrato. Si laureò nel 1889. Dopo la laurea, lavorò come medico a Šakiai e a Naumiestis.
Kudirka iniziò a scrivere poesie nel 1888. Contemporaneamente diventò sempre più attivo nel movimento nazionalista lituano. Assieme ad altri studenti lituani a Varsavia fondò la società segreta Lietuva ("Lituania"). L'anno dopo la società iniziò a pubblicare il giornale clandestino Varpas ("La Campana"), di cui Kudirka fu direttore e giornalista per dieci anni. Sul numero 6 di Varpas del settembre 1898 pubblicò il testo di Tautiška Giesmė ("La canzone nazionale"), che sarebbe diventato successivamente l'inno nazionale lituano, di cui Kudirka compose anche la musica.
Kudirka diede grande impulso alla cultura lituana. Scrisse un manuale di scrittura e un articolo sui principi della versificazione. Curò una raccolta in due volumi di canzoni popolari lituane. Fu un apprezzato scrittore satirico.
Morì di tubercolosi nel 1899, poco più che quarantenne. Sulla sua lapide venne incisa la seconda strofa di Tautiška Giesmė.

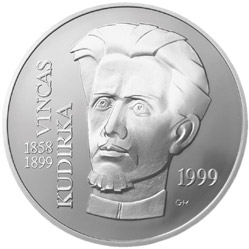
Una moneta commemorativa su Vincas Kudirka, per il centenario della sua morte